# Mesochra stellfeldi
Mesochra stellfeldi är en kräftdjursart som beskrevs av Jakobi 1954. Mesochra stellfeldi ingår i släktet Mesochra och familjen Canthocamptidae. Inga underarter finns listade i Catalogue of Life.